# Flamencopsis
Flamencopsis là một chi nhện trong họ Nemesiidae.
Flamencopsis được miêu tả năm 1995 bởi Goloboff.

## Soort
Flamencopsis có các loài sau:
- Flamencopsis minima Goloboff, 1995